# Großsteingrab Stasevang 6
Das Großsteingrab Stasevang 5 ist eine megalithische Grabanlage der jungsteinzeitlichen Nordgruppe der Trichterbecherkultur im Kirchspiel Karlebo in der dänischen Kommune Fredensborg.

## Lage
Das Grab liegt westlich von Kokkedal im Norden des Waldgebiets Stasevang. Es ist eines von insgesamt sechs bekannten Großsteingräbern in diesem Wald. Nur 40 m südsüdwestlich befindet sich das Großsteingrab Stasevang 1. In der näheren Umgebung gibt bzw. gab es zahlreiche weitere megalithische Grabanlagen. 

## Forschungsgeschichte
Im Jahr 1982 führten Mitarbeiter des Dänischen Nationalmuseums eine Dokumentation der Fundstelle durch.

## Beschreibung
Die Anlage besitzt eine rechteckige Hügelschüttung mit einer Länge von etwa 40 m und einer Breite von 8 m. Zur Orientierung liegen keine Angaben vor. Eine steinerne Umfassung ist nicht zu erkennen. Der Hügel enthielt ursprünglich zwei Grabkammern, die nur noch in Resten erhalten sind. Zur Orientierung, den Maßen und dem Typ der Kammern liegen keine Angaben vor.